# Macià Mallol i Bosch
Macià Mallol i Bosch (Tarragona, 2 de desembre del 1876 - Barcelona, 26 d'octubre del 1960) fou un polític i empresari català. Treballà com a armador al port de Tarragona i agent de Duanes a Tarragona i Barcelona.

## Biografia
Va néixer a Tarragona el dia 2 de desembre de 1876, fill del patró de cabotatge Agustí Mallol Mauri. Era el segon de tretze germans. El 1913 es va casar amb Josepa Gabriel Gatell, amb qui va tenir sis fills.
Començà a treballar amb els germans Bonet i als 21 anys fundà l'empresa consignatària que portava el seu nom. Fou agent de duanes, consignatari i armador. Matriculada totalment a Tarragona la seva flota estava constituïda pel llagut Tarragoní, el pailebot Ciutat de Tarragona i els vaixells de vapor Danielito, Ciutat de Reus i Ciutat de Tarragona. El 1936 tenia previst incorporar el Ciutat de Valls i Ciutat del Vendrell.
Entre 1903 i 1907 Macià Mallol ocupà el càrrec de tresorer de la Cambra de Comerç, Indústria i Navegació de Tarragona. El 1908 constituí amb el reusenc Evarist Fàbregas, Pere Garcia i el seu germà Tomàs Mallol l'empresa Fàbregas, Garcia i Mallol Hnos, amb domicili a Barcelona, dedicada a la consignació, transport, càrrega i tràmit de duana. Aquell mateix any fundà la Ferreteria Mallol, traspassada a altres propietaris el 1918. En aquesta època, amb els germans Bonet, el seu germà Tomàs i altres accionistes crearen el Banc Comercial de Tarragona. Va participar també en la constitució de Astilleros de Tarragona, Tarragona Industrial (La Farinera) i Oleícola de Tarragona, ocupant-hi diversos càrrecs directius. Participà en l'anomenat Trust Tarragona Port.
El dia 5 de gener de 1908 fou nomenat vocal de la Unió Nacionalista Republicana juntament amb el seu amic Pere Lloret i Ordeix. El 1918 fou elegit diputat republicà per Gandesa i participà en la discussió del projecte d'Estatut d'Autonomia de Catalunya de 1919 promogut per la Mancomunitat. Entre 1919 i 1920 fou senador per Tarragona. En 1922 participà en la fundació d'Acció Catalana, d'ideologia liberal. Sis anys més tard abandonà la formació acompanyat pels tarragonins Antoni Rovira i Virgili i Pere Lloret Ordeix per a fundar Acció Republicana de Catalunya, un partit de centreesquerra. En representació d'aquest partit el 17 d'agost de 1930 firmà el Pacte de Sant Sebastià, l'acord d'unitat d'acció dels partits republicans. Proclamada la Segona República Espanyola assumí de forma provisional el càrrec de governador civil de la província de Tarragona.
Presidí la Junta d'Obres del Port i la Cambra de Comerç durant els anys 1923 i 1926. Fou president del Col·legi de consignataris i agents de duanes. Tingué diversos càrrecs directius a l'Orfeó Tarragoní, Ateneu de Tarragona, Associació d'Amics de França i Associació Protectora de l'Ensenyança Catalana. Intervingué en la creació dels diaris barcelonins La Nau, òrgan d'expressió d'Acció Republicana, i El Matí, proper a moviments d'inspiració catòlica. A Tarragona era accionista d'Editorial Tarragona que a partir de 1927 edità Diario de Tarragona i més tard Diari de Tarragona.
El juliol de 1936 va haver d'exiliar-se, malgrat la seva adscripció republicana i catalanista. Després de l'entrada dels franquistes fou jutjat pel Tribunal de Responsabilitats Polítiques i condemnat a la pèrdua de drets civils i béns. La represàlia quedà finalment en una forta multa i la prohibició de viure a Tarragona. Tornà l'any 1947 i s'instal·là a Barcelona, ciutat on exercí com a agent de duanes des de 1954, malgrat alguns obstacles. Va morir el 26 d'octubre de 1960.